# Bult
Bult est une commune française située dans le département des Vosges en région Grand Est.
Ses habitants sont appelés les Bultois.

## Géographie

### Localisation

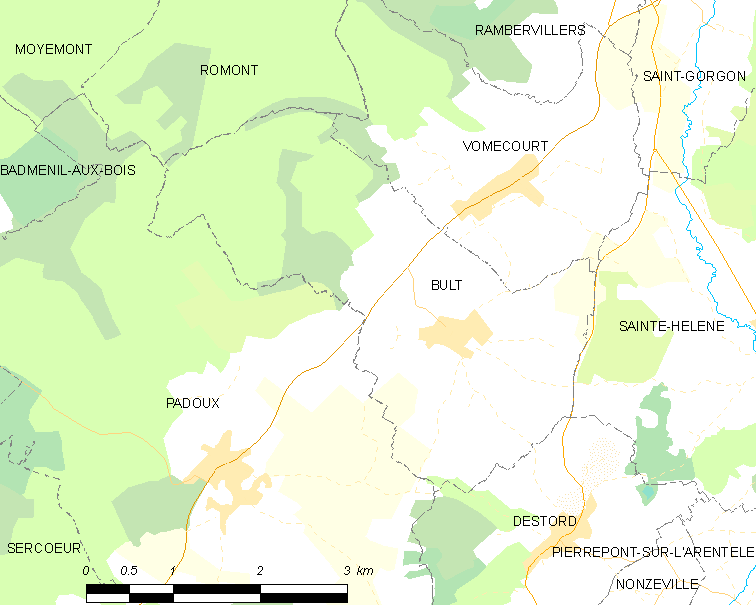
Situation géographique de Bult.

. 

### Communes limitrophes
La commune se compose de 31,36 hectares de e territoires artificialisés (3,16 %), 592,72 hectares de territoires agricoles (59,75 %) et 367,97 hectares de forêts et milieux semi-naturels (37,09 %).
La forêt est l'une des principales ressources de la commune.
Espaces naturels :
- Deux zones naturelles d'intérêt écologique, faunistique et floristique (Znieff) :

Forêt de Rambervillers,
Forêts de Rambervillers, de Charmes et de Fraize.

### Hydrographie et les eaux souterraines
La commune est située dans le bassin versant du Rhin au sein du bassin Rhin-Meuse. Elle est drainée par le ruisseau le Padozel et le ruisseau le Pinson,.
Le Padozel, d'une longueur totale de 12,6 km, prend sa source dans la commune de Padoux et se jette  dans la Mortagne à Rambervillers, après avoir traversé quatre communes.

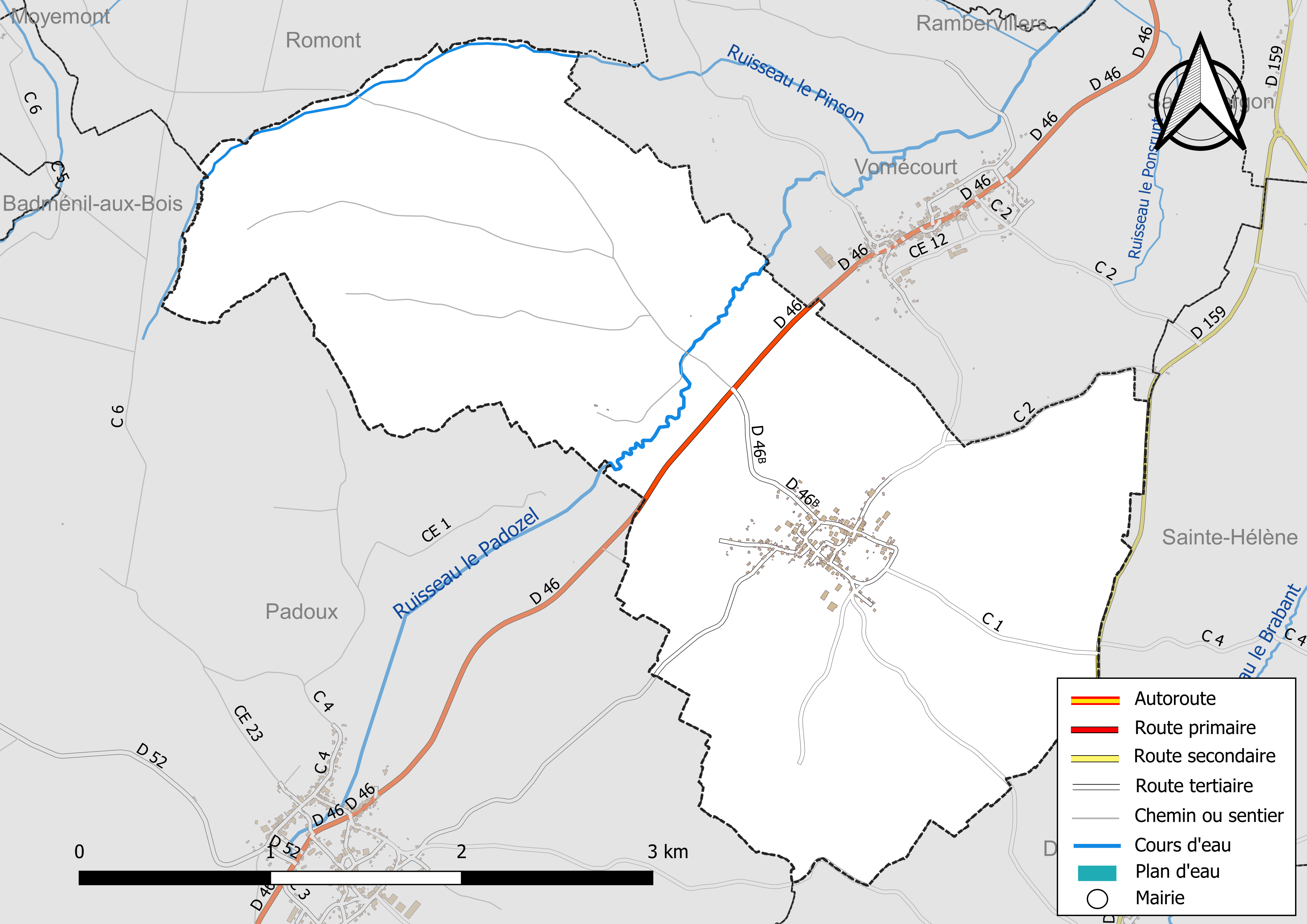
Réseaux hydrographique et routier de Bult.

### Climat
Pour des articles plus généraux, voir Climat du Grand Est et Climat des Vosges.
En 2010, le climat de la commune est de type climat de montagne, selon une étude du Centre national de la recherche scientifique s'appuyant sur une série de données couvrant la période 1971-2000. En 2020, Météo-France publie une typologie des climats de la France métropolitaine dans laquelle la commune est exposée à un climat semi-continental et est dans la région climatique  Vosges, caractérisée par une pluviométrie très élevée (1 500 à 2 000 mm/an) en toutes saisons et un hiver rude (moins de 1 °C). 
Pour la période 1971-2000, la température annuelle moyenne est de 9,5 °C, avec une amplitude thermique annuelle de 17,1 °C. Le cumul annuel moyen de précipitations est de 863 mm, avec 12,6 jours de précipitations en janvier et 10,1 jours en juillet. Pour la période 1991-2020, la température moyenne annuelle observée sur la station météorologique de Météo-France la plus proche, « Roville », sur la commune de Roville-aux-Chênes à 10 km à vol d'oiseau, est de 10,3 °C et le cumul annuel moyen de précipitations est de 833,3 mm. 
La température maximale relevée sur cette station est de 40 °C, atteinte le 25 juillet 2019 ; la température minimale est de −24,5 °C, atteinte le 2 janvier 1971,,. 
Les paramètres climatiques de la commune ont été estimés pour le milieu du siècle (2041-2070) selon différents scénarios d'émission de gaz à effet de serre à partir des nouvelles projections climatiques de référence DRIAS-2020. Ils sont consultables sur un site dédié publié par Météo-France en novembre 2022.

## Urbanisme

### Typologie
Au 1er janvier 2024, Bult est catégorisée commune rurale à habitat dispersé, selon la nouvelle grille communale de densité à sept niveaux définie par l'Insee en 2022.
Elle est située hors unité urbaine. Par ailleurs la commune fait partie de l'aire d'attraction d'Épinal, dont elle est une commune de la couronne,. Cette aire, qui regroupe 118 communes, est catégorisée dans les aires de 50 000 à moins de 200 000 habitants,.

### Occupation des sols
L'occupation des sols de la commune, telle qu'elle ressort de la base de données européenne d’occupation biophysique des sols Corine Land Cover (CLC), est marquée par l'importance des territoires agricoles (59,6 % en 2018), une proportion sensiblement équivalente à celle de 1990 (60,2 %). La répartition détaillée en 2018 est la suivante : 
forêts (37,1 %), prairies (28,5 %), zones agricoles hétérogènes (23,3 %), terres arables (7,9 %), zones urbanisées (3,2 %), milieux à végétation arbustive et/ou herbacée (0,2 %). L'évolution de l’occupation des sols de la commune et de ses infrastructures peut être observée sur les différentes représentations cartographiques du territoire : la carte de Cassini (XVIIIe siècle), la carte d'état-major (1820-1866) et les cartes ou photos aériennes de l'IGN pour la période actuelle (1950 à aujourd'hui).

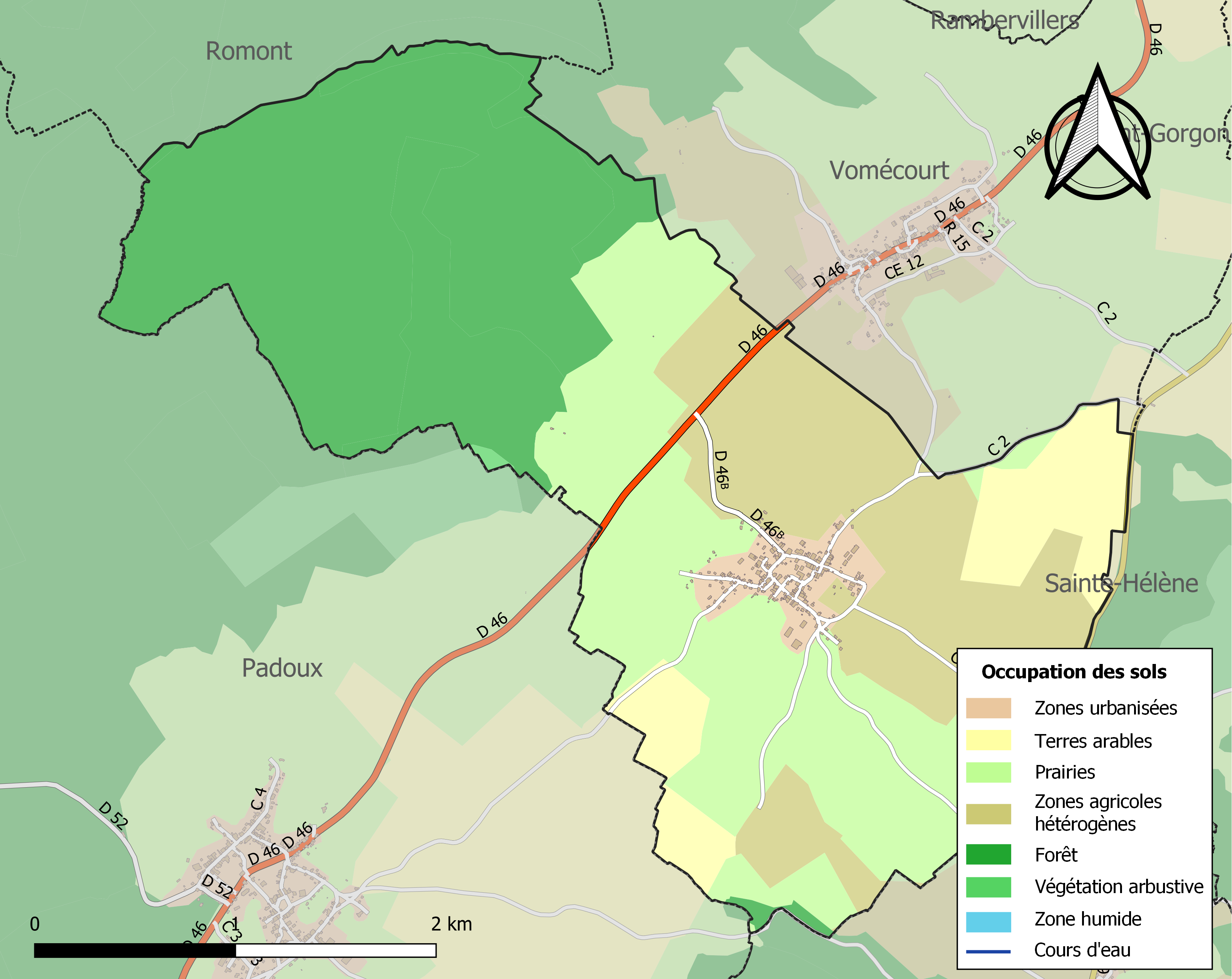
Carte des infrastructures et de l'occupation des sols de la commune en 2018 (CLC).

### Voies de communications et transports

#### Voies routières
- D46 vers Épinal[20].
- D70 vers Bruyères.

#### Transports en commun
- Fluo Grand Est.

#### Lignes SNCF
- Gare de Bruyères
- Gare de Thaon
- Gare de Châtel - Nomexy

#### Transports aériens
- L'Aéroport d'Épinal-Mirecourt « Vosges Aéroport ».

À partir de l'été 2021, l’aéroport d’Épinal-Mirecourt est devenu le
"pélicandrome" de la
Zone Est et servira ainsi de base de ravitaillement et d’intervention pour les avions bombardiers d’eau
connus sous le nom de Dash 8

## Toponymie
Le nom de la localité est attesté sous les formes Bu (1228) ; Buy (1303) ; Buit (1380) ; La marie de Burxe (1398) ; Bui, But (XIVe siècle) ; Bux (1404) ; Buc (1447) ; Buil (1451) ; Bul (1455) ; Buch (1502) ; Bus (1506) ; La marie de Bu et d’Omecourt (1529) ; Butz (1672) ; Bultum (1768).

De l'oïl boul « bouleau » , d'origine gauloise, *Betullus, variante masculine de betulla « bouleau ».
Jadis le village était recouvert de forêt et c'était la principale ressource économique.

## Histoire
Avant la Révolution française, le village de Bult, situé dans le bailliage d'Épinal, était le chef-lieu des mairies de Saint-Hélène, Vomécourt et Saint-Gorgon, il dépendait au spirituel du chapitre de Saint-Dié et de la principauté épiscopale de Metz. Durant cette période la Lorraine était morcelée en une multitude de domaines relevant de l'autorité des évêques ou du duc. 
Jusqu'au milieu du XVIIIe siècle, le village de Bult faisait partie d'une enclave en territoire diocésain appartenant au duc de Lorraine. Étant situé très près de la frontière franco-lorraine, l'ancien village dut subir les exactions des Suédois alliés des Français durant la guerre de Trente Ans et fut incendié. Les habitants reconstruisirent alors le village autour d'un hameau existant à l'endroit actuel.
Le village échut à la France selon les termes du traité de Münster de 1648.

## Politique et administration
| Période                                  | Période   | Identité          | Étiquette | Qualité            |
| ---------------------------------------- | --------- | ----------------- | --------- | ------------------ |
| Les données manquantes sont à compléter. |           |                   |           |                    |
| mars 1989                                | mars 2008 | Michel Baudras    |           | Agriculteur        |
| mars 2008                                | mars 2020 | Jean-Claude Leduc |           | Retraité de banque |
| mars 2020                                | En cours  | Gabriel Pierre    |           | Artisan            |

### Budget et fiscalité 2023

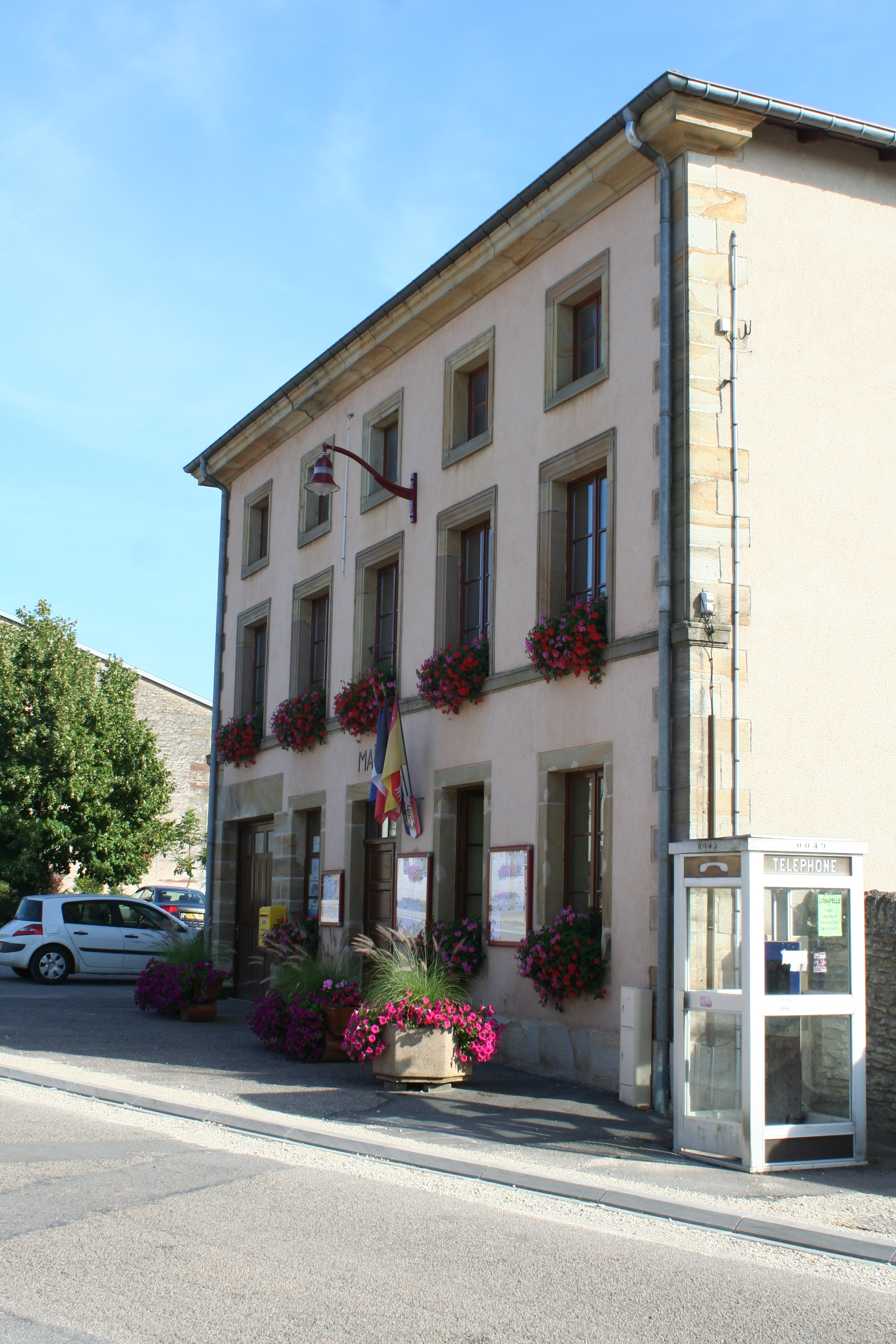
La mairie.

En 2023, le budget de la commune était constitué
ainsi :
- total des produits de fonctionnement : 529 000 €, soit 1 690 € par habitant ;
- total des charges de fonctionnement : 297 000 €, soit 949 € par habitant ;
- total des ressources d'investissement : 122 000 €, soit 391 € par habitant ;
- total des emplois d'investissement : 104 000 €, soit 332 € par habitant ;
- endettement : 108 000 €, soit 346 € par habitant.

Avec les taux de fiscalité suivants :
- taxe d'habitation : 16,56 % ;
- taxe foncière sur les propriétés bâties : 36,65 % ;
- taxe foncière sur les propriétés non bâties : 27,62 % ;
- taxe additionnelle à la taxe foncière sur les propriétés non bâties : 0,00 % ;
- cotisation foncière des entreprises : 0,00 %.

Chiffres clés Revenus et pauvreté des ménages en 2021 : médiane en 2021 du revenu disponible, par unité de consommation : 24 090 €

## Économie

### Entreprises et commerces

#### Agriculture
- Élevage de vaches laitières.
- Culture et élevage associés.
- Sylviculture et autres activités forestières

#### Tourisme
- Gîtes ruraux[28]
- Hébergements et restauration à Rambervillers, Padoux, Pierrepont-sur-l'Arentèle.

#### Commerces
- Commerces et services de proximité[29].

## Population et société

### Démographie

#### Pyramide des âges
L'évolution du nombre d'habitants est connue à travers les recensements de la population effectués dans la commune depuis 1793. Pour les communes de moins de 10 000 habitants, une enquête de recensement portant sur toute la population est réalisée tous les cinq ans, les populations de référence des années intermédiaires étant quant à elles estimées par interpolation ou extrapolation. Pour la commune, le premier recensement exhaustif entrant dans le cadre du nouveau dispositif a été réalisé en 2008.

En 2022, la commune comptait 303 habitants, en évolution de −1,94 % par rapport à 2016 (Vosges : −2,96 %, France hors Mayotte : +2,11 %).
| 1793 | 1800 | 1806 | 1821 | 1831 | 1836 | 1841 | 1846 | 1856 |
| ---- | ---- | ---- | ---- | ---- | ---- | ---- | ---- | ---- |
| 352  | 374  | 404  | 386  | 409  | 439  | 449  | 442  | 429  |

| 1861 | 1866 | 1876 | 1881 | 1886 | 1891 | 1896 | 1901 | 1906 |
| ---- | ---- | ---- | ---- | ---- | ---- | ---- | ---- | ---- |
| 406  | 416  | 391  | 384  | 349  | 356  | 338  | 339  | 332  |

| 1911 | 1921 | 1926 | 1931 | 1936 | 1946 | 1954 | 1962 | 1968 |
| ---- | ---- | ---- | ---- | ---- | ---- | ---- | ---- | ---- |
| 325  | 322  | 310  | 280  | 280  | 263  | 265  | 261  | 227  |

| 1975 | 1982 | 1990 | 1999 | 2006 | 2008 | 2013 | 2018 | 2022 |
| ---- | ---- | ---- | ---- | ---- | ---- | ---- | ---- | ---- |
| 204  | 193  | 203  | 240  | 287  | 301  | 306  | 307  | 303  |

### Enseignement
Établissements d'enseignements :
- Écoles maternelles et primaires à Bult, Vomécourt, Padoux, Sainte-Hélène, Rambervillers, Destord, Saint-Gorgon.

La commune dispose d'un accueil périscolaire (garderie et cantine) pour les enfants scolarisés dans une des écoles du Regroupement pédagogique intercommunal (RPI).
L'école accueille les enfants en grande section de maternelle et en cours préparatoire.
- Collèges à Rambervillers, Bruyères, Châtel-sur-Moselle.
- Lycées à Roville-aux-Chênes, Bruyères, Thaon-les-Vosges.

### Santé
Professionnels et établissements de santé :
- Médecins à Rambervillers, Sercoeur, Grandvillers, Brouvelieures, Deyvillers, Girmont, Bruyères.
- Pharmacies à Rambervillers, Deyvillers, Bruyères, Dogneville, Thaon-les-Vosges, Châtel-sur-Moselle.
- Hôpitaux à Rambervillers, Bruyères, Thaon-les-Vosges, Châtel-sur-Moselle.

### Cultes
- Culte catholique, Paroisse Sainte-Libaire-de-Rambervillers[36], Diocèse de Saint-Dié.

## Lieux et monuments

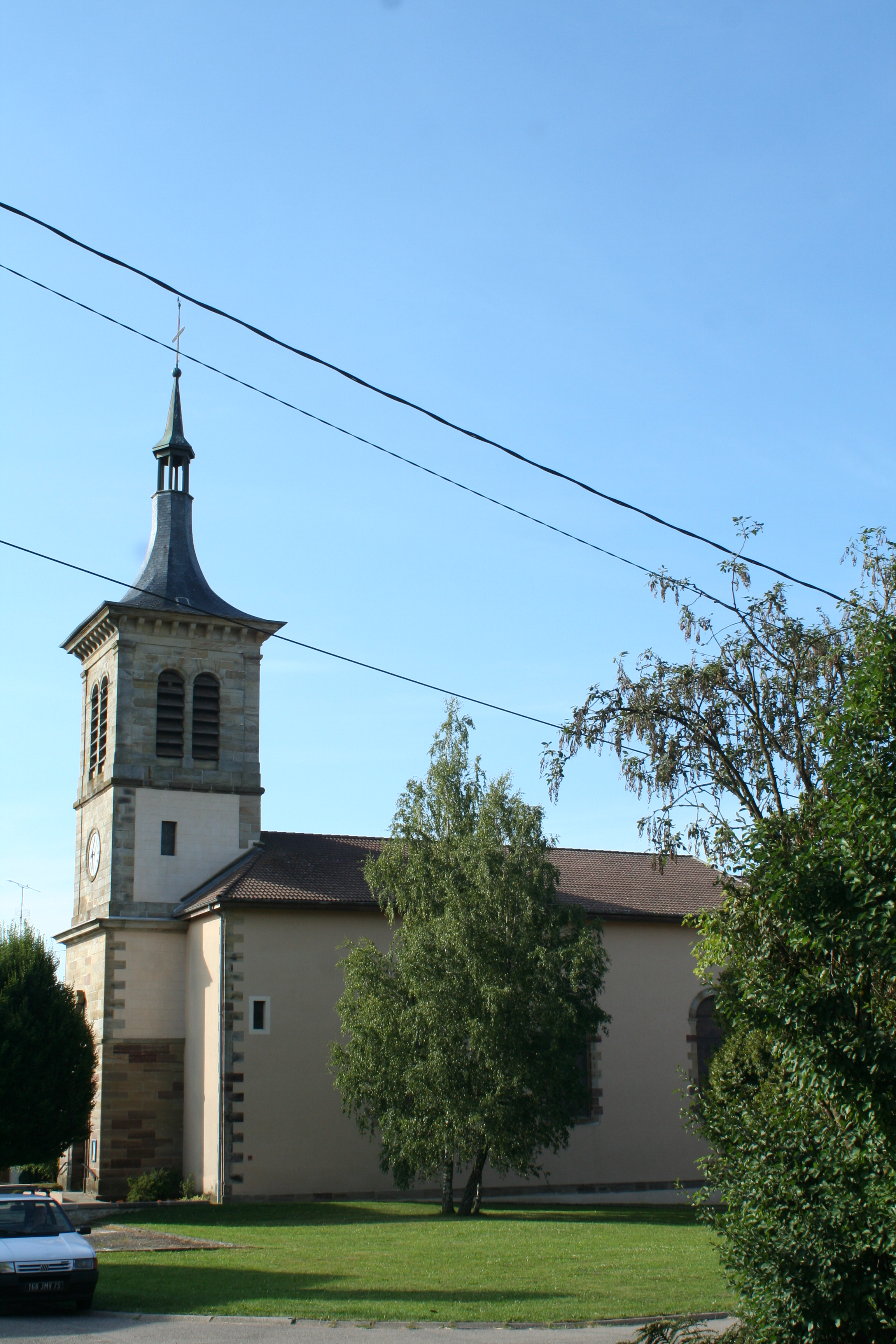
Église de la Nativité-de-Notre-Dame.
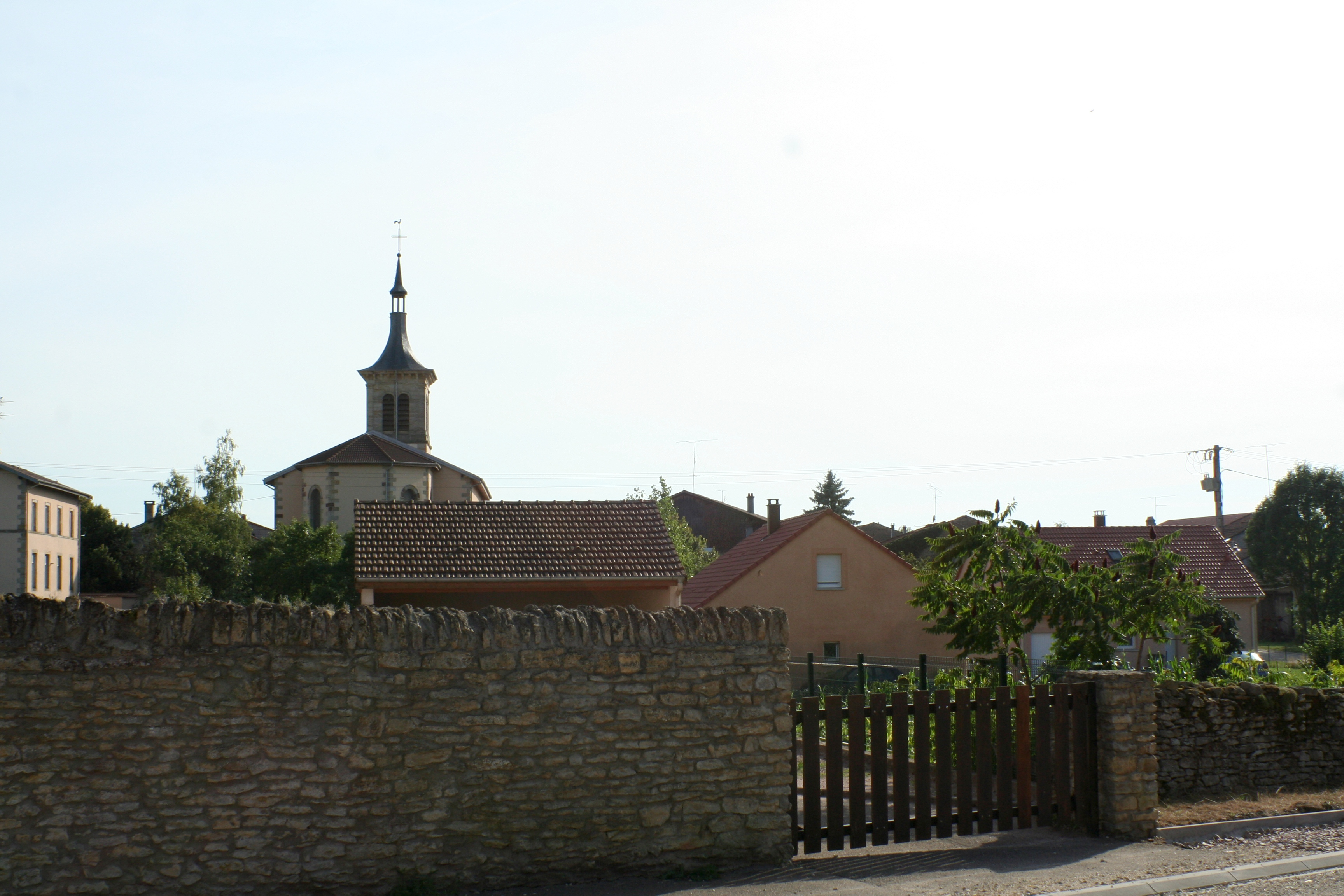
Vue de Bult.

- Au fil du temps, Bult n'a eu pas moins de trois églises. La plus ancienne se trouvait au lieu-dit du Rond Buisson et la deuxième fut bâtie à proximité de l'actuelle. L'église actuelle, sous le vocable de la Nativité-de-Notre-Dame, date de 1832.
- Ancien ermitage dit de Maxicourt dédié à saint Roch et saint Gibrien dont il ne reste aujourd’hui que la chapelle en bordure de forêt.
- Patrimoine rural recensé par le service régional de l'Inventaire général du patrimoine culturel[37],[38].

Plusieurs maisons des XVIIe et XVIIIe siècles. L'une d'elles, datant de 1605, est bénéficiaire d'un Loto du patrimoine en 2020,.
- Chapelle dans les prés[41].
- Monument aux morts[42],[43].
- Cimetière communal[44].

### Héraldique
Commune sans blason.

## Animations
- Un vide-greniers est organisé le 8 mai de chaque année.

## Services
- Depuis 2016, internet est accessible en haut-débit (dégroupage total).

## Pour approfondir